# 浔河 (沭河)
浔河，位于中国山东省南部，为沭河左岸支流。发源于日照市岚山区西北垛山北麓陈家官庄村、柿树沟村一带，向西流经黄墩镇、莒县中楼镇、莒南县陡山水库和大店镇，至大公书村西南入沭河。全长60公里，流域面积535平方公里。